# 11588 Gottfriedkeller
11588 Gottfriedkeller (1994 UZ12) là một tiểu hành tinh vành đai chính được phát hiện ngày 28 tháng 10 năm 1994 bởi F. Borngen ở Tautenburg.